# Volante
Volante är ett svenskt bokförlag, agentur och analysföretag grundat 2003. Företaget är beläget i Gamla Stan i Stockholm. Förlagets utgivning består av framför allt kvalitativ sakprosa, men också av romaner och populärvetenskap.
Bland de författare som utkommit på Volante förlag märks Micael Dahlen, Jonna Bornemark, Daniel Kahneman, Thomas Piketty, Emma Stenström, Deborah Levy, Max Tegmark, Viktor Barth-Kron och Malcolm Gladwell.
Volante förvärvade 2014 förlaget BookHouse och övertog i och med förvärvet författarskap som Jim Collins, fredspristagaren Muhammad Yunus, Kjell A Nordström och Daniel Pink.

## Utgivning i urval
- Micael Dahlen: Nextopia – Livet, lyckan och pengarna i förväntningssamhället, 2008
- Susan Maushart: Nedkopplad – En familj, ett experiment, ett liv utan teknik, 2011
- Micael Dahlen: Monster, 2011
- Daniel Kahneman: Tänka, snabbt och långsamt, 2012
- Nina Åkestam: Meningen med hela skiten, 2014
- Malcolm Gladwell: David och Goliat, 2014
- Max Tegmark: Vårt matematiska universum: mitt sökande efter den yttersta verkligheten, 2014
- Thomas Piketty: Kan vi rädda Europa?, 2015
- Viktor Barth-Kron: Gröna gården, 2015
- Paul Rapacioli: Good Sweden, Bad Sweden, 2018
- Nassim Nicholas Taleb: Skin in the game: Vikten av delad risk, 2019
- Mustafa Panshiri: Sju råd till Mustafa: Så blir du lagom svensk i världens mest extrema land, 2021
- Sara Kristoffersson: Hela havet stormar – fallstudie inifrån en myndighet, 2022
- Liza Alexandrova-Zorina: Imperiets barn, 2023
- Malin Ekman: Skymning i Amerika: berättelser om ett annat USA, 2023
- Eva Ekselius: Vakna, mitt folk! Det judiska Europa mellan den franska revolutionen och den ryska, 2023